# معركة تروكاديرو
معركة تروكاديرو هي المعركة البارزة الوحيدة في الغزو الفرنسي لإسبانيا وكانت بهدف دعم الملك فيرناندو السابع ملك إسبانيا، حدثت المعركة في 31 أغسطس 1823 وانتصرت فيها الجيوش الفرنسية على القوات الليبرالية في إسبانيا وأعادت الحكم المطلق لفيرناندو.

## خلفية الأحداث
بعد هزيمة نابليون بونابرت، رفض الملك فيرناندو السابع ملك إسبانيا التصديق على الدستور الإسباني الليبرالي لعام 1812 وفي عام 1820 واجه انتفاضة ملكية دستورية بقيادة رافائيل ديل ريغو [الإنجليزية] . أُلقي القبض على الملك واحتجز في قادس وهو مكان اجتماع الكورتيس (البرلمان الإسباني). أبدت القوى الأوروبية الكبرى انزعاجها من هذه الأحداث في أكتوبر 1822 في مؤتمر فيرونا وسمحت لفرنسا بالتدخل في الصراع واستعادة حكم فرديناند باستثناء بريطانيا فقط التي لم تؤيد هذا القرار.
في 17 أبريل 1823، عبرت القوات الفرنسية بقيادة لويس التاسع عشر (دوق أنغوليم، نجل الملك اللاحق تشارلز العاشر) جبال البرانس إلى إسبانيا ورحب الباسك في كاتالونيا بالقوات الفرنسية. أرسل لويس التاسع عشر قوة لمحاصرة مدينة سان سيباستيان بينما شن هجومًا على مدريد التي كانت تحت سيطرة الحكومة المتمردة وانسحبت منها في 23 مايو إلى إشبيلية. استسلم القائد العسكري لمدريد سراً وهرب إلى فرنسا، ولم تستطع حامية مدريد التي أصبحت بلا قائد صد هجوم الفرنسيين الذين استولوا على المدينة وعينوا وصيًا على العرش في انتظار عودة فرديناند المتوقعة.
تحرك الفرنسيون جنوبًا للتعامل مع المتمردين في قادس، وحاصروا حصن تروكاديرو الذي يتحكم في طرق الوصول إلى المدينة. في 31 أغسطس 1823 شن الفرنسيون هجومًا مفاجئًا بالحربة من جانب البحر مستغلين انخفاض المد واستولوا على الحصن. بعد هذا الهجوم، استولى المشاة الفرنسيون على قرية تروكاديرو بهجوم جانبي. وبعد هذا الهجوم الأخير أسر الفرنسيون 1700 جندي إسباني.
صمدت قادس نفسها لمدة ثلاثة أسابيع على الرغم من القصف، لكنها أُجبرت على الاستسلام في 23 سبتمبر 1823 وأُطلق سراح الملك فرديناند وسلم إلى الفرنسيين. على الرغم من وعده السابق بالعفو، أمر الملك بالانتقام من المتمردين؛ في السنوات التالية أُعدم ما يقدر بـ 30,000 شخص وسجن 20,000 آخرين.